# Stogursey
Stogursey – wieś w Anglii, w hrabstwie Somerset, w dystrykcie (unitary authority) Somerset. Leży 50 km na południowy zachód od miasta Bristol i 213 km na zachód od Londynu. W 2001 miejscowość liczyła 1407 mieszkańców.